# Rosen-Federmotte
Die Rosen-Federmotte (Cnaemidophorus rhododactyla) ist eine in fast ganz Europa vorkommende Art aus der Familie der Federmotten (Pterophoridae).

## Merkmale
Die Falter sind orangebraun gefärbt und erreichen eine Flügelspannweite von 18 bis 26 Millimetern. Die Vorderflügel sind zweifach, die Hinterflügel dreifach eingeschnitten. Eine gewinkelte Querbinde befindet sich an der Basis des Vorderflügeleinschnitts. Die letzte Binde ist mit einem schwarzen Rand versehen. Die Palpen sind kurz und schlank und besitzen ein stark ausgebildetes Basissegment. Die Fühler sind weiß und braun geringelt. Das erste Drittel des Rückens ist weiß. 

## Verbreitung
Cnaemidophorus rhododactyla ist in der Holarktis weit verbreitet, eine Ausnahme bildet der hohe Norden. Das Verbreitungsgebiet erstreckt sich von Portugal, Spanien und Frankreich im Westen über den Mittelmeerraum, Kleinasien und Osteuropa bis nach Korea und Japan im Osten. Auf dem indischen Subkontinent ist die Art ebenfalls beheimatet. In der Nearktis ist sie in Kanada und den Vereinigten Staaten anzutreffen. Das Vorkommen der Art folgt allerdings nicht der Verbreitung ihrer Nahrungspflanzen, es scheint ein Zusammenhang zwischen der Verbreitung und dem Kalkanteil im Boden zu bestehen.

## Lebensweise
Die Raupen fressen an verschiedenen Rosenarten wie der Hunds-Rose (Rosa canina), der Bibernell-Rose (Rosa spinosissima) und weiteren Rosenarten, unter denen sich auch kultivierte Arten befinden. In Japan wurden Raupen an einer Wildrosenart (Rosa rugosa) beobachtet. Die Raupen schlüpfen im Herbst und fressen zunächst in einem lockeren Gespinst an den Spitzen der Triebe. Zuerst werden junge Blätter gefressen, in späteren Raupenstadien auch Blütenknospen und Blüten. Ausgewachsene Tiere verpuppen sich noch im gleichen Jahr, während die noch nicht ausgewachsenen innerhalb von Stängeln überwintern und die Entwicklung von Mai bis Juni fortsetzen. Die Verpuppung geschieht an der Wirtspflanze unter Seidenfäden. Tagsüber sind die Falter ziemlich träge und nur schwer aufzuscheuchen. Man findet sie meist ruhend in der Krautschicht, dabei sitzen sie auf den ersten beiden Beinpaaren, das letzte Paar ist nach hinten gestreckt und liegt am Körper an.

### Flugzeit
Die Art bildet eine Generation im Jahr, die von Juni bis August fliegt. Die Falter sind nachtaktiv und werden vom Licht angelockt.

## Systematik

### Synonyme
Folgende Synonyme wurden in der Literatur beschrieben:
- Alucita rhododactyla Denis & Schiffermüller, 1775
- Platyptilia koreana Matsumura, 1931
- Cnaemidophorus rhododactylus (Denis & Schiffermüller, 1775)